# Acanthoceto cinereus
Acanthoceto cinereus är en spindelart som först beskrevs av Albert Tullgren 1901.  Acanthoceto cinereus ingår i släktet Acanthoceto och familjen spökspindlar. Inga underarter finns listade i Catalogue of Life.